# Кристиан Майер
Кристиан Дитрих Майер Сендер (на испански: Christian Dietrich Meier Zender) е перуански и латиноамерикански актьор и певец. Снимал се е в латиноамерикански сериали и в американски филми.

## Биография и кариера
Роден е на 17 юни 1970 г. в близост до Лима, столицата на Перу.
Майка му, Гладис Сендер, е единствената перуанка, станала Мис Вселена (1957 г.). Баща му Антонио Майер е германец и е политик и импресарио. Има по-големи брат и 2 сестри. През 1975 г. семейството му се премества за 1 година в Коста Рика, тъй като се опасява от гонения от страна на военната хунта.
Още на 14-годишна възраст (1984 г.) Кристиан започва да се занимава с любимото си изкуство – музиката.
През 1993 г. Майер за първи път се снима в мини-сериал, след което започва да получава предложения за роли в теленовели.
Някои от по-популярните му роли са в сериалите „Луз Мария“ (Luz Maria), където си партнира с Анджи Сепеда и теленовелата „Имението“ (La Tormenta), където екранната му партньорка е Наталия Страйгнард.
През 2007 г. се снима в теленовелата Зоро: Шпагата и розата, заедно с мексиканската киноактриса Марлене Фавела, а през 2008 г. – в теленовелата „Доня Барбара“, където му партнира Едит Гонсалес.

## Личен живот
Живее в Богота, Колумбия.
Кристиан Майер е женен за Марисол Агире до 2007 г., от която има 3 деца – Стефано (1996 г.), Таира (2001 г.) и Джия (2003 г.).

## Филмография
- „Необичана“, 2014 г. – Естебан Домингес Пара
- „Красавицата (Cosita Linda)“, 2013 г. – Диего Лухан
- „Линч (Lynch)“, 2012 г. – Емилио Триана
- „Първата дама (Primera dama)“, 2011 – 2012 г. – Леонардо Сантандер
- „Някой те наблюдава (Alguien te mira)“, 2010 г. – Родриго Кинтана
- „Доня Барбара (Doña Bárbara)“, 2008 г. – Сантос Лусардо
- „Зоро: Шпагата и розата (Zorro: la espada y la rosa)“, 2007 г. – Диего де ла Вега – Зоро
- „Жената на брат ми (La Mujer de mi hermano)“, 2005 г. – Игнасио
- „Имението (La tormenta)“, 2005 – 2006 г. – Сантос Тареалба
- „Наричаха я Луна (Luna, la heredera)“, 2004 г. – Маурисио Гарсия
- „Un Marciano llamado deseo“, 2003 г.
- „Лусиана и Николас (Luciana y Nicolas)“, 2003 г. – Николас Ечевариа
- „Какво е любовта (Lo que es el Amor)“, 2001 г. – Ефрен Вияреал
- „Любов... да обичаш с коварство (Amores… querer con alevosía)“, 2001 г. – Пабло Ерерос
- „Ciudad de M“, 2000 г. – Пачо
- „Умирам за теб (Me muero por tí)“, 1999 – 2000 г. – Алфонсо Идалго
- „Исабела (Isabella, mujer enamorada)“, 1999 г. – Фернандо де Алвеар
- „No se lo digas a nadie“, 1998 г. – Гонсало
- „Лус Мария (Luz Maria)“, 1998 г. – Густаво Гонсалвес
- „Скандал (Escándalo)“, 1997 г. – Алваро Дупонт
- „Нощта (La noche)“ 1996 г. – Даниел Бренер
- „Обсебване (Obsesión)“, 1996 г. – Джими Мартел\Хано
- „Лош късмет (Malicia)“, 1995 г. – Франсиско
- „Watchers III“, 1994 г.
- „Врабче (Gorrión)“, 1994 г. – Габриеб Майдана